# Núcleo lítico

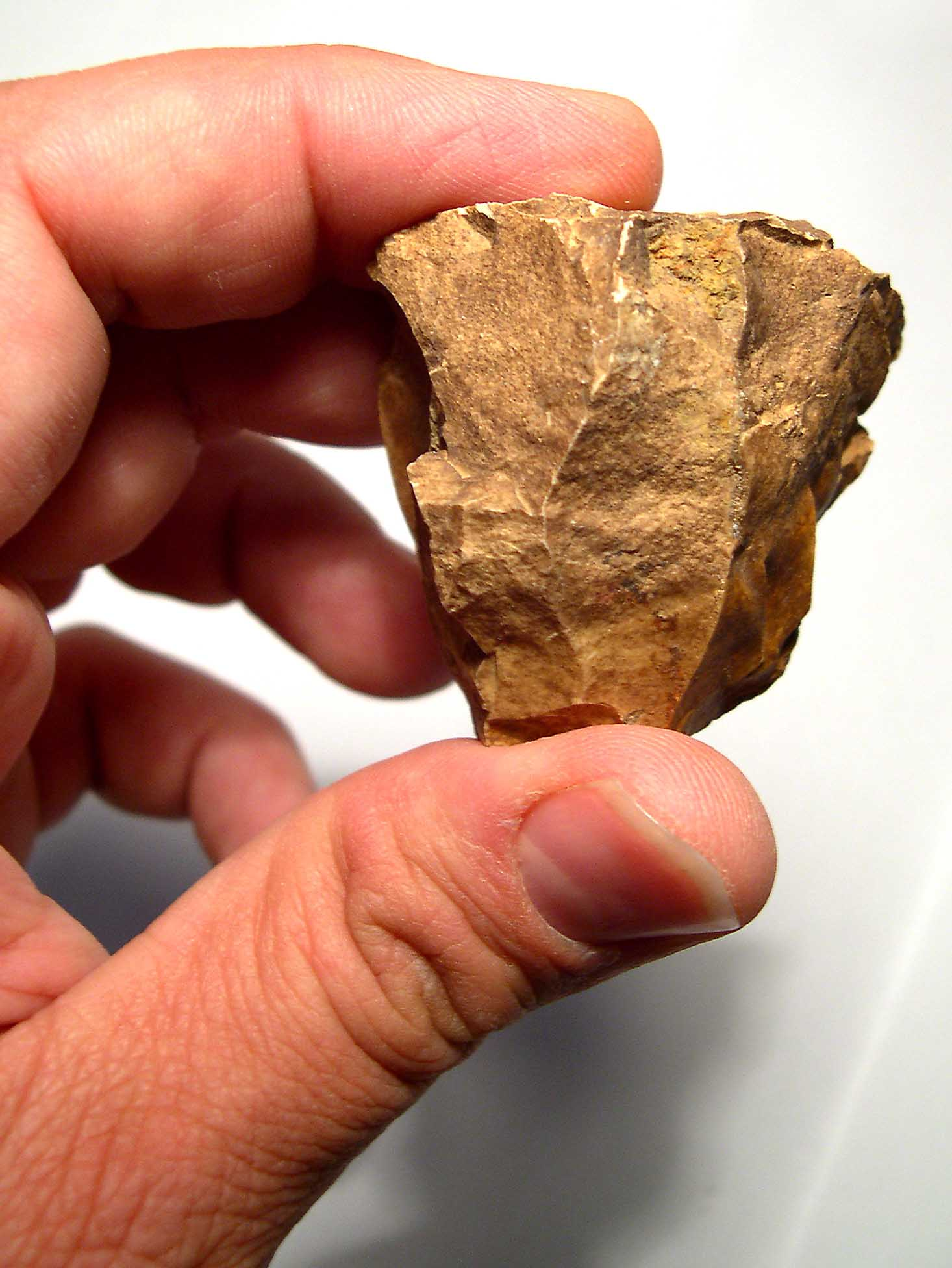
Núcleo de sílex para hojas.

Un núcleo lítico es una masa de roca homogénea que ha sido tallada con el objeto de extraer lascas para su uso posterior. Así, pues, el propósito principal de un núcleo es proporcionar soportes a una variedad indeterminada de utensilios líticos. A medida que los núcleos líticos van siendo explotados, esto es, se les van extrayendo lascas, van haciéndose más pequeños hasta que son abandonados por no ser necesarios o por haber sido agotados. Los núcleos abandonados o agotados se convierten en desechos característicos que suelen aparecer en mayor o menor abundancia en los yacimientos prehistóricos.
Los núcleos líticos tienen diferentes formas y clasificaciones dependiendo en primer lugar, del sistema tipológico (es decir, del punto de vista del investigador), en segundo lugar, del método (Levallois, laminar...) o técnica de talla (percusión directa, percusión indirecta, presión...) que haya sido empleado para la extracción, y, en tercer lugar, del producto que se haya obtenido de él (básicamente lascas, puntas u hojas líticas).

## Zonas
Desde el punto de vista de la tecnología lítica, todos los núcleos poseen una o varias zonas de explotación que, básicamente se dividen en los siguientes elementos:
- Un plano de percusión (a veces denominado también «plataforma de percusión») o varios: es decir, la zona que recibe los golpes o que sufre la presión necesaria para que la roca se rompa y puedan extraerse los productos deseados. Los planos de percusión pueden ser de diversos tipos, aunque básicamente se diferencian los planos de percusión corticales, esto es, debidos a una talla monofacial, de los no corticales, propios de una talla bifacial y, dentro de estos, aquellos que han podido ser preparados cuidadosamente por medio de pequeños lascados, para que la extracción sea más precisa (planos de percusión preparados). Cuando se extrae una lasca, una parte del plano de percusión se va con ella, es lo que denominamos talón de la lasca, el cual puede ser cortical, si el plano de percusión lo es también; también puede ser liso, o diedro, cuando se trata de una extracción por talla bifacial, o, por último, facetado, en el caso de que el plano de percusión haya sido preparado.
- Una cara principal de extracción, que es la parte del núcleo de la que se extraen las lascas u hojas. Las caras de extracción de un núcleo también pueden ser varias, sobre todo en los núcleos de talla bifacial, aunque la tendencia es para tener un mayor control sobre la explotación del núcleo, es a reducirlas lo máximo posible. Estas se caracterizan por conservar los negativos de las lascas ya extraídas, cicatrices de anteriores extracciones o de la preparación del núcleo y que, cuando una lasca se desgaja del núcleo, se convierte en la cara superior o dorsal de la misma. La estructura y ordenación de los negativos de lascados previos en una lasca o en la cara de extracción de un núcleo aportan valiosa información sobre los sistemas de talla lítica.

## Métodos
Desde el punto de vista de los métodos y técnicas empleados en la explotación de un núcleo lítico, hay dos factores básicos que permiten discriminar una amplia variedad dentro de esta gran categoría de objetos tallados:
- La posición de la extracción: es un aspecto básico en la talla, no solo de los núcleos, sino también de cualquier objeto lítico tallado. La posición puede ser monofacial o unifacial (choper), cuando afecta a una sola cara del núcleo; bifacial, cuando afecta a dos caras, siempre que las extracciones se apoyen en negativos de lascados previos; y polifacial, cuando estamos ante una extracción más compleja que configura tres o más caras en el núcleo.
- La dirección de percusión en la que, de un modo simplificado, podemos distinguir tres posibilidades: los núcleos de talla desordenada, en los que no es posible establecer una dirección de percusión dominante (y que es propia de núcleos arcaicos, es decir, de periodos antiguos de la prehistoria, pero también de núcleos agotados o reaprovechados, por tanto no es, necesariamente, un indicador cronológico o del nivel técnico de una cultura). Los núcleos de talla centrípeta, en los que los impactos del percutor van desde los bordes hacia el centro del mismo, acabando por formar una silueta discoide en la pieza; este tipo de núcleos suele ser de tipo bifacial y son muy característicos del Achelense y del Musteriense, aunque pueden darse en cualquier periodo de la historia del ser humano (son un indicador cronológico, hasta cierto punto, relativo y poco fiable). Los núcleos de talla paralela o laminar, esto es, un plano de percusión polariza las extracciones que se van haciendo de un modo paralelo de modo que los productos obtenidos son lascas alargadas u hojas. Este tipo de núcleos, en determinadas condiciones, puede ser indicador de un cierto nivel tecnológico y, dependiendo de si aparece unido a otros factores, puede ser un buen indicador cronológico o tecnológico.

Ejemplos de la talla centrípeta, utilizada para herramientas especializadas, son las formas apuntadas, denticulados, buriles, muescas y raederas. 